# Мікротопонімія
Мікротопонімія — сукупність місцевих географічних назв для невеликих об'єктів, відомих тільки місцевим жителям.
Спеціальні лінгвістичні дослідження з мікротопоніміки проводяться у випадку, коли виникає нагальність зібрати і проаналізувати мікротопонімію певного краю. Необхідність може бути зумовлена тим, що певний клас назв впродовж певного проміжку часу зазнав і далі продовжує зазнавати значних змін.

## Мікротопонім
Мікротопонім – вид топоніма. Власна назва невеликого місця чи географічного об’єкта чи частини макрооб’єктів (лісів, урочищ, полів, сінокосів, стежок, пасовищ, окремих каменів тощо). Для мікротопонімів здебільшого характерний тісний зв'язок з апелятивами, особливо з географічними термінами. Серед усіх видів власних назв вони стоять найближче до загальних слів, зберігаючи свою мотивованість. Межею між ними є те, що мікротопоніми закріплені за конкретними фізико - географічними об’єктами.  Мікротопоніми семантично близькі до загальних назв, проте визначаються меншою граматичною стійкістю, історично мінливіші. Їх специфіка тісно й органічно пов’язана з різними особливостями іменованих об’єктів. Мікротопоніми здебільшого є фактами однієї мови і продуктом творчості одного народу.
(Тараненко О.О. Мікротопонім // Українська мова. Енциклопедія. - Київ 2004. – С.318.)

## Особливості мікротопонімів
1) близькість до апелятивів; 
2) прив’язаність до певного місця;
3) недовговічність існування, яка пов'язана зі змінами географічного середовища та поколінь мовців;
4) випадковість мотивування назви; 
5) співвіднесеність із видом або властивостями географічного об’єкта;
6) утворення переважно на базі лексики місцевої говірки;
7) незафіксованість у писемних джерелах.